# David Golder

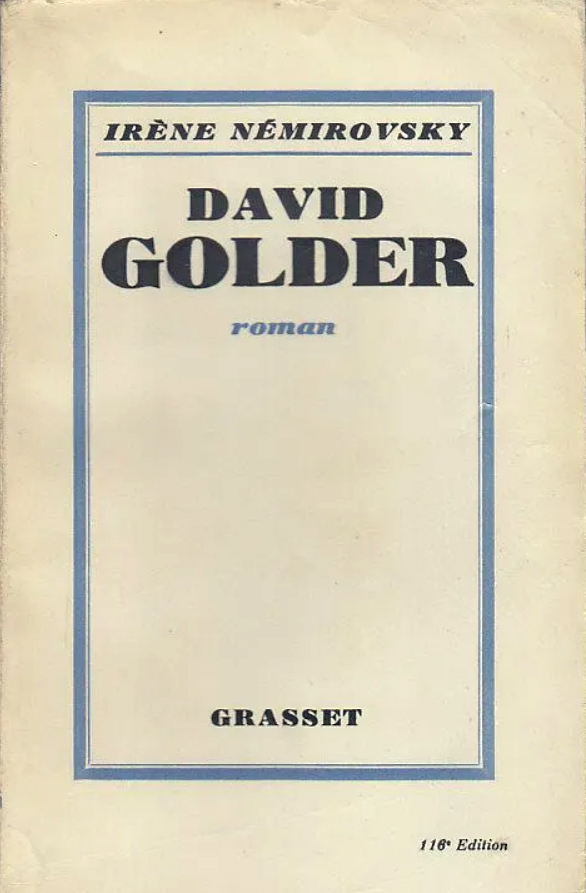
Buchdeckel der 116. Edition (ca.1931)

David Golder ist ein 1929 in Frankreich erschienener Roman von Irène Némirovsky, der die gleichnamige Hauptfigur, einen im internationalen Erdölgeschäft tätigen und reich gewordenen jüdischen Geschäftsmann, in seinem letzten Lebensabschnitt in den 1920er Jahren vorstellt. Als er sich um der finanziellen Absicherung seiner Tochter willen zu einem letzten Geschäftsabschluss für eine in den USA ansässige Firma von Paris nach Moskau begibt, stirbt er nach erfolgreicher Verhandlung auf der über das Schwarze Meer führenden Rückreise auf einem Schiff. – Der 1930 ins Deutsche und Englische übersetzte Roman brachte für die seit 1919 staatenlos, aber in guten Verhältnissen in Frankreich lebende Schriftstellerin nach zwei kleineren literarischen Arbeiten den Durchbruch.

## Inhalt
Der Roman beginnt mit einer Unterredung zwischen Golder und seinem Geschäftsfreund Simon Marcus, mit dem er seit 26 Jahren gemeinsam die in New York, London, Paris und Berlin ansässige Firma Golder & Marcus betreibt. Marcus hat auf eigene Rechnung risikoreiche Bankgeschäfte betrieben und verloren. Zu seiner Rettung möchte er Golder Erdölaktien abkaufen, die dieser 1920 für die Erdölförderung im Kaukasus erworben hat und die aufgrund der inzwischen erfolgten sowjetischen Verstaatlichung der Ölfelder 1926 fast allen Wert verloren haben. Marcus hofft dadurch auf kleine Spekulationsgewinne. Golder, der das Geld eigentlich gebrauchen könnte, weist das Angebot in der Erwartung zurück, dass die Aktien durch einen Erwerb von Konzessionen durch ausländische Käufer wieder an Wert gewinnen können, und unterstellt, dass auch Marcus das wisse. Dieser begeht Selbstmord.
Nach Marcus’ Beerdigung, die Golder nicht nur die Vereinsamung seines Geschäftsfreundes vor Augen führt, sondern mehr noch seine eigene, reist er im Nachtzug nach Biarritz, wo er vor allem seine 18-jährige Tochter Joyce wiedersehen will. Während der Fahrt hat er einen Herzanfall, der den 68-Jährigen zum ersten Mal um sein Leben fürchten lässt. In Biarritz begegnet er nicht nur seiner Frau Gloria und Joyce, sondern auch dem Schwarm „Geschmeiß“ der „glanzvollen“ Badestadtwelt, den die beiden Frauen zu ihrer Unterhaltung auf dem repräsentativen Anwesen um sich versammeln. In seinen Augen „Zuhälter, Schnorrer, alte Kokotten; eine Meute gieriger Hunde“, die alle von seinem erwirtschafteten Geld leben (S. 242 f.). Unter ihnen Hoyos, „der schöne Abenteurer“ lateinamerikanischer Herkunft, seit Jahrzehnten Geliebter seiner Frau, und Alec, ein verarmter Prinz, Freund von Joyce und gleichzeitig Gigolo einer älteren Lady. In diesen häuslichen Verhältnissen erlebt er eine noch gesteigerte Vereinsamung, zumal Joyce, außer dass sie ihn durch ihre Jugendlichkeit und Schönheit erfreut, auf keine andere Verbindung zu ihm Wert zu legen scheint, als er sie bei seiner Frau erlebt, deren wichtigste Begrüßungsfrage stereotyp „Wie gehen die Geschäfte?“ lautet (S. 243, 255): Er empfindet sich wie „eine Maschine zum Geldmachen“ (S. 239) für die ihm Nahestehenden, unter anderem für den „Rolls-Royce“ und den „Hispano-Suiza“ von Gloria oder den „Bugatti“ für Joyce, bevor er nach getaner Arbeit „krepieren“ wird (S. 327). Er kann nicht einmal in seinem eigenen Zimmer schlafen, weil seine Frau es anderweitig verwendet. Seit seine Tochter sich schminkt und mit Juwelen schmückt (S. 248 f.), kann er sie auch zur „Hure“, zum „Flittchen“ geworden sehen (S. 298, 327). In einem Hass- und Zornausbruch teilt ihm seine Frau mit, dass Joyce gar nicht seine leibliche Tochter ist, sondern ihrem Verhältnis mit Hoyos entstamme. Nachdem sie vor 48 Jahren aus elender Armut in der Begleitung Golders Russland auf dem Auswandererdeck eines Schiffes verlassen habe, sei ihre Liebe zu ihm, der sich rastlos ums Vorwärtskommen mühte, im neuen Leben schnell erkaltet.
Nach einem erneuten schweren Herzanfall, als dessen Auslöser der Arzt eine lebensgefährdende Angina Pectoris diagnostiziert, brechen Golders Geschäfte an der Börse zusammen. Er verkauft das Anwesen in Biarritz und kehrt in seine Pariser Wohnung zurück. Seine Frau, die sich eigene Werte in Gold und Juwelen geschaffen hat, löst den Haushalt auf und verkauft das kostbare Mobiliar, so dass Golder in der leeren Wohnung, in der nur noch Spiegel hängen, allein zurückbleibt. Als seine Tochter ihn aufsucht, um ihn um Geld zu bitten, da ihre Mutter ihr nichts gibt und sie den reichen, viel älteren Mann, der sich um sie bemüht und den sie „das alte Schwein“ nennt (S. 366), nicht heiraten möchte, gewinnen gegen die Biologie die Vatergefühle in Golder (S. 371). Sein Stolz gebietet ihm, seine Tochter so abzusichern, dass sie ein unabhängiges Leben führen kann. Er begibt sich zu diesem Zweck auf eine letzte Geschäftsreise nach Moskau, die ihm zuvor ein alter Geschäftspartner aus den USA vergeblich nahegelegt hatte. Er kann nämlich, wenn er erfolgreich mit den sowjetrussischen Unterhändlern die Konzession für die Ausbeutung kaukasischer Ölfelder im Namen seines jüdischen Auftraggebers für dessen US-Ölgesellschaft erwirbt, die zu Beginn der Handlung Marcus gegenüber verweigerten Aktien in ihrem Wert steigern. In einer drei Tage dauernden Sitzung gelingt ihm ein erfolgreicher Abschluss. Auf der Rückreise, die ihn an den Ausgangspunkt seines jetzigen Lebens am Schwarzen Meer führt, stirbt er, kann aber an Bord des Schiffes noch einen jungen jüdischen Auswanderer als Boten für seinen amerikanischen Partner und seinen Pariser Notar gewinnen, so dass er die Zukunft seiner Tochter gesichert weiß.

## Erzählerische Mittel
Der Roman ist in erlebter Rede geschrieben, die der Autorin einen Wechsel der Perspektive und Rückblenden aus der Sicht der jeweiligen Person erlaubt, so dass der Leser das Geschehen vor allem aus der Sicht Golders, aber auch aus der Glorias, Joyce’ oder Hoyos’ nachvollzieht.
Mit Wiederholungen macht Némirovsky auf die Dinge aufmerksam, die ihr wichtig sind. So wird das Wort „müde“, als es Simon Marcus zur Erklärung seines Selbstmordes im Sterben erwähnt – „Müde ... ich war ... müde“ (S. 224) –, zum ständigen Begleiter in Golders Selbstbeobachtung: „‚Müde’, dachte Golder, der plötzlich sein Alter wie eine schwere Erschöpfung spürte. ‚Ja’“ (ebenda). Auch beim morgendlichen Spaziergang in einer Zedernallee auf seinem Besitz in Biarritz: „In seinem alten grauen Überrock, mit einem Wollschal um den Hals und dem abgewetzten Hut auf dem Kopf hatte er nun eine merkwürdige Ähnlichkeit mit einem jüdischen Trödler aus einem ukrainischen Dorf. Manchmal zog er beim Gehen mit einer mechanischen, müden Geste die Schulter hoch, als höbe er einen schweren Ballen Stoff oder einen Sack mit Alteisen auf den Rücken“ (S. 302). – Oder die bis ins Eheleben und in Freundschaften eindringende Frage aus dem Geschäftsleben „Was machen/Wie gehen die Geschäfte?“. – Oder die ständige Klage der Männer über den als immerwährend wahrgenommenen Geldbedarf und die Ausgabefreude ihrer Frauen, für deren Befriedigung sie sich um ihr Familienleben bringen und nur noch geschäftlich unterwegs sind, wobei sie allerdings wie im Spielcasino ihre ganze Gier und Leidenschaft ausleben können. – Jederzeit ist auch mit Golders Bereitschaft zu rechnen, in Fluchen, Wut und Hass auszubrechen, im Stillen meistens anderen, laut sich selbst und der Familie gegenüber, die es ihm in gleicher Münze zurückzahlt. – Ein weiteres wiederholtes Motiv ist der Spiegel, in dem ausdrücklich Golder, seine Frau Gloria oder Joyce immer wieder auf ihr Selbstbild stoßen oder es dort zum Schminken suchen (S. 213, 253 ff., 273, 346 f., 358 f.). (Dieses Spiegel-Motiv ist eine Erinnerung der Autorin an die sie prägende Jugendlektüre von Oscar Wildes Das Bildnis des Dorian Gray.)

## Themen

### Familienleben
Das Thema der unzufriedenen Ehefrau ist ein altes Motiv, das in dem von den Brüdern Grimm gesammelten Märchen Vom Fischer und seiner Frau den Ton angibt. Hier ist es eingebettet in die moderne Arbeits- und Geschäftswelt der besseren Gesellschaft, in der die von Zuhause abwesenden Männer ihren Tätigkeiten nachgehen und ihre Frauen als „grüne Witwen“ in den inzwischen zu „Gated Communities“ gewordenen Vierteln der Ober- und gehobenen Mittelschicht zurücklassen. Dort führen sie dann ein Leben, wie es Némirovsky in ihrem wohlsituierten, aber lieblosen Elternhaus in Gestalt ihrer Mutter selbst kennen gelernt hat und was sie in ihrer Novelle Der Ball (1930, dt. 2005) am gezieltesten darstellt. Das Motiv von Unzufriedenheit wird im Roman gesteigert durch ein ungestillt bleibendes, sehnsüchtiges Liebesverlangen, wie es Joyce am deutlichsten zum Ausdruck bringt, wenn sie ihrem Geliebten, dessen Gigolo-Rolle sie kennt, sagt: „Oh, Alec, ich liebe die Liebe ...“ (S. 343). Dieses auf Dauer gestellte Liebesverlangen überfordert die Verlässlichkeit jeder Beziehung. Golder zieht daraus für sich sehr spät und zum Preis seiner endgültigen Einsamkeit die Konsequenz, dass er Gloria mit seinem geschäftlichen Ruin und seinem Verzicht auf weitere Betätigung die finanzielle Versorgungsbasis aufkündigt.
Némirovsky thematisiert damit für die kapitalismusorientierte Oberschicht das, was Richard Sennett inzwischen als ein Charakteristikum der Lebensbedingungen aller in der Kultur des zeitgenössischen Kapitalismus Arbeitenden ausmacht. Er stellt nämlich fest, dass sie sich den Bedingungen der Arbeitswelt ohne Rücksicht auf Privates anpassen müssen, so dass die kapitalistische Gesellschaft mehr und mehr ihre eigenen Reproduktionsbedingungen im Familienbereich aufzehrt und außer einer Repräsentationshülle nichts an Verbindlichem bleibt. Ähnliches analysiert Ernest Gellner für die Sozialisationsbedingungen nationalstaatlicher Gesellschaften, die auf individuelle Atomisierung, Mobilität und die Bereitschaft des Einzelnen hinauslaufen, an allen Orten kontextunabhängig persönliche Leistung zu erbringen.

### Charakteristik der Hauptpersonen als Juden
In Némirovskys Darstellung gibt es ein Echo auf die Amerikanismen, die sich mit der unter amerikanischer Vorherrschaft stehenden Weltgesellschaft ausbreiten, wenn John Tübingen als Golders Seniorpartner für sein letztes Geschäft auf Englisch flucht (S. 363) oder Joyce ihren Vater zärtlich „liebster Dad“, „Daddy darling“ oder „poor old Dad“ nennt (S. 239, 267). In den Figuren der älteren Generation werden die sich in ihnen niederschlagenden gesellschaftlichen Probleme aber in einer Weise personalisiert, dass sie Ergebnis der Charaktermerkmale der handelnden Personen und nicht von deren Sozialisation zu sein scheinen. Diese Charaktereigenschaften kennzeichnet sie mit dem, was den in der von ihr in der französischen Gesellschaft vorgefundenen weitverbreiteten antisemitischen und fremdenfeindlichen Klischees der 1920er und 1930er Jahre entspricht. Die Némirovskybiographen Olivier Philipponnat und Patrick Lienhardt sehen darin ein Mittel der Autorin, sich selbst als so genannte Jüdin in der Fremdwahrnehmung zu spiegeln und sich ihrer Rolle als staatenlose Exilierte bewusst zu werden. Denn dass sie in der französischen Gesellschaft Fuß fassen wollte und auf Assimilation setzte, zeigte ihr ganzes literarisches Bemühen. Davon scheint die Autorin Joyce als Angehörige der nächsten Generation schon nicht mehr betroffen zu sein, denn in Bezug auf sie gibt es keine Anspielungen auf Jüdisches; Joyce scheint vielmehr durch ihre „Blondinenhaut“ (S. 248) einer anderen Welt anzugehören. Philipponnat und Lienhardt sehen bezüglich der Kennzeichnung der Personen weniger Jüdisches als vielmehr, dass „ihre Verschrobenheiten [...] den Auswirkungen der ökonomischen, ideologischen und rassistischen Gewalt geschuldet“ sind. David Golder kennzeichnet sich zwar in seiner Selbstwahrnehmung nicht ohne Genugtuung folgendermaßen: „Wenn man in London, in Paris, in New York ‚David Golder’ sagte, war das der Name eines hartgesottenen alten Juden, der sein ganzes Leben lang verhasst und gefürchtet gewesen war, der alle, die ihm Böses wollten, vernichtet hatte“ (S. 333). Zuvor erscheint aber etwas ganz anderes: „Dabei war er schon mit vierzig Jahren alt und kalt gewesen wie ein Toter! Das war Glorias Schuld, sie hatte ihn immer verabscheut, verachtet, zurückgestoßen ... ihr Lachen ... weil er hässlich, plump, ungeschickt war ... Und am Anfang, als sie arm waren, diese Angst, ein Kind zu bekommen. ‚David, sieh dich vor, David sei vorsichtig, wenn du mir ein Kind machst, bringe ich mich um’“ (S. 329). In seiner Krankheit hat er schließlich ein „ergreifend bleiches Gesicht“ (S. 359), und er isst nicht einmal mehr Gefilte Fisch, obwohl er sich in einem Restaurant im jüdischen Pariser Marais-Viertel mit dem „zärtlich“ erwähnten „dreckigen Judengewurle“ draußen (S. 355) wohlfühlt wie in „animalischer Wärme, wie er sie noch nie zuvor empfunden hatte“ und er das Gefühl hat, „im Traum in sein Dorf zurückgekehrt zu sein“ (S. 357 f.).

### John Tübingen als Vertreter des Puritanismus oder „protestantischer Ethik“
John Tübingen bleibt Randfigur des Geschehens, spielt aber einleitend und abschließend eine entscheidende Rolle. Dabei tritt er weniger als Person der Romanhandlung als vielmehr als Vertreter des Prinzips langfristigen, erfolgreichen Wirtschaftens in Erscheinung, das Max Weber in seinem Schlüsseltext von 1904 Die protestantische Ethik und der „Geist“ des Kapitalismus wissenschaftlich analysiert hat. Zwischen Golder und seinem Partner Marcus gibt Tübingen in Gestalt der „Tübingen-Petroleum“ (S. 206) den Ausschlag dafür, Marcus zu dessen Rettung die zu diesem Zeitpunkt ziemlich wertlosen Aktien der Gesellschaft zu deren Weiterverkauf nicht zu überlassen. Aus einem für Golder selbst nicht einsichtigen Grund will er die Aktien behalten und erst verkaufen, wenn die „Tübingen“ die Konzession für die Ausbeutung der Kaukaususölfelder erworben haben wird, wofür es jedoch noch keine konkreten Anhaltspunkte gibt. Als Golder bereits mit seinem Leben als Geschäftsmann abgeschlossen hat, taucht Tübingen zum ersten Mal in Person überraschend mit einem „Hello“ in der leeren Wohnung Golders auf. Bei ihm verzichtet Némirovsky auf eine Charakterisierung als Jude, wie sie es bei den anderen Vertretern der älteren Generation, nämlich bei Golder, Gloria, Fischl, der sich in Biarritz um Joyce bemüht, Marcus und seiner Witwe oder bei Golders altem Pariser Bekannten Soifer tut: „Sein langer Schädel war merkwürdig geformt, so dass die Stirn unverhältnismäßig hoch und leuchtend erschien. Ein puritanisches Gesicht, blass, mit zusammengepressten Lippen“ (S. 360). Als er Golder darlegt, warum er als 76-Jähriger immer noch geschäftlich tätig ist, entwirft er sein in die Zukunft weisendes Handeln, in dem es ihm nicht um schnellen spekulativen Gewinn geht, sondern um eine an den Namen Tübingen gebundene für neunundneunzig Jahre und ihn und seine Kinder und Enkel überdauernde Konzession: „Die aufgebaute, geschaffene, dauerhafte Sache ...“ (S. 364). Das, was bei ihm an Jüdisches erinnert, beschränkt sich auf den alttestamentlichen Satz von Hiob „Der Herr hat es gegeben, der Herr hat es genommen. Der Name des Herrn sei geheiligt“, mit dem er „in dem ausdruckslosen, schnellen Ton des Puritaners, der von Kindheit auf mit den Texten der Heiligen Schrift genährt worden ist“ (S. 364), Golders Einsicht kommentiert, dass er, Golder, sein Geld nicht ins Grab mitnehmen könne.  – Wie wichtig das Auftreten Tübingens ist, bringt Némirovsky mit dem abrupten und für den Leser zunächst kaum nachzuvollziehenden Wechsel der Szene zum Ausdruck, in dem sich Joyce mit „Ich bin’s“ (S. 365) nach dem unerwähnt bleibenden Abgang Tübingens an Golders Tür meldet, um ihn für das Geschäft zu stimulieren, das Tübingen Golder erfolglos vorgeschlagen hat. Noch im Sterben auf der Rückreise gibt Golder Tübingens Adresse im Pariser „Hotel Continental“ an den jungen jüdischen Auswanderer weiter (S. 403) und hat mit seinem hart errungenen Verhandlungserfolg – kurzfristig über den jetzt gestiegenen Aktienwert – für Joyce’ Lebensabsicherung, langfristig vor allem aber im Sinne „protestantischer Ethik“, wie sie Max Weber in den USA am wirkungsmächtigsten sieht, für die Konzession auf neunundneunzig Jahre des in den USA längst assimilierten Tübingen gewirkt.

## Rezeption
Némirovsky hatte das Manuskript ihres Romans zunächst anonym beim Verlag von Bernard Grasset abgegeben. Der Verleger machte sie ausfindig und veröffentlichte sofort ihr Buch, das sogleich im Zusammenhang mit dem Schwarzen Freitag am 25. Oktober 1929 und der folgenden Weltwirtschaftskrise zu einem so großen Erfolg wurde, dass ab 1930 in allen europäischen Ländern und in Japan Übersetzungen erschienen. Es wurde ebenfalls für die Bühne bearbeitet. In Frankreich wurde es vor allem von antibolschewistischen oder antisemitisch eingestellten Schriftstellern wie Robert Brasillach, Paul Morand oder Jean-Pierre Maxence geschätzt und gelobt. Gegen den Vorwurf, angeblich antisemitisch zu schreiben, wehrte sich Irène Némirovsky folgendermaßen: „Was würde François Mauriac sagen, wenn alle Bürger des Departement Landes, plötzlich gegen ihn aufgebracht, ihm vorwürfen, sie mit so heftigen Farben gezeichnet zu haben? (...) Warum wollen sich die französischen Israeliten in ‚David Golder’ wiedererkennen? Das Missverhältnis ist das gleiche.“ Die „New York Times“ urteilte am 30. November 1930 so über den Roman: „‚David Golder‘ ist ein bewegendes und machtvolles Stück Arbeit. Eine schmutzige Tragödie, die uns zum tausendsten Mal den Wert der menschlichen Existenz bezweifeln lässt. Dem Leser bleibt der Eindruck, dass dies die Arbeit einer Frau ist, die die Kraft eines Balzac oder Dostojewski hat und in einem ungewöhnlichen Maß fähig ist, Mitleid und Schrecken zu erregen.“
In Deutschland erschienen bei S. Fischer in Berlin 1930 in der Übersetzung von Magda Kahn sechs Auflagen. Seither war die Schriftstellerin vergessen. „Die Andere Bibliothek“ veröffentlichte jedoch schon vor der mit der Erstausgabe von Suite française 2004 erfolgenden Wiederentdeckung Némirovskys 1995 in neuer Übersetzung zwei Romane in einem Band, nämlich Der Fall Kurilow (1933) und David Golder. 1997 erfolgte die Taschenbuchausgabe bei Fischer. Beide Ausgaben sind seither vergriffen, so dass Diskussionen um David Golder im Ausland geführt werden. In den USA erfolgte 2007 nach dem großen Erfolg von Suite française eine Neuübersetzung von David Golder, über die Ruth Franklin, gestützt auf Angaben aus der von Philipponnat und Lienhardt wegen irreführender Hinweise kritisierten Biografie von Jonathan Weiss von 2006, am 30. Januar 2008 unter der Überschrift „Scandale française“ in „The New Republic“ eine heftige Kontroverse auslöste, weil der Roman angeblich offen zutage tretenden Antisemitismus und „jüdischen Selbsthass“ zeige.

## Verfilmung
1930 verfilmte der französische Filmemacher Julien Duvivier den Romanstoff mit Harry Baur in der Titelrolle. 1950 kam es zu einer amerikanischen Neuverfilmung unter dem Titel My Daughter Joy, wobei aus der Romanfigur David Golder die Filmfigur George Constantin und aus Joyce eine Georgette Constantin wurde.

### Sekundärliteratur
- Martina Stemberger: Irène Némirovsky. Phantasmagorien der Fremdheit. Würzburg (Königshausen & Neumann) 2006. ISBN 978-3-8260-3313-1.